# تشارلز تايلر (فيلسوف)
تشارلز مارغريف تايلور (بالإنجليزية: Charles Margrave Taylor)، (من مواليد 1931)، هو فيلسوف كندي من مونتريال، كيبيك، وأستاذ فخري في جامعة مكغيل، اشتهر بمساهماته للفلسفة السياسية وفلسفة العلوم الاجتماعية وتاريخ الفلسفة والتاريخ الفكري. وقد أكسبه عمله جائزة كيوتو وجائزة تمبلتون وجائزة بيرغروين للفلسفة وجائزة جون دبليو كلوج.
عمل تايلور مع جيرارد بوشار في مجلس البوشار في عام 2007 - تفاوض تايلور في ما يتعلق بأماكن الإقامة مناسب نظرًا للاختلافات الثقافية في مقاطعة كيبيك. كما قدم مساهمات في الفلسفة الأخلاقية والمعرفية وعلم التأويل وفلسفة الجمال وفلسفة العقل وفلسفة اللغة وفلسفة العمل. مُتحصل على وسام كندا ووسام كيبيك الوطني وزمالة الجمعية الملكية لكندا وزمالة الأكاديمية البريطانية،

## سيرة حياته
ولد تشارلز مارغريف تايلور في مونتريال، كيبيك، في 5 نوفمبر 1931، لأم ناطقة باللغة الفرنسية وأب ناطق باللغة الإنجليزية، ما جعل منه متقنًا للغتين منذ نشأته. لتشارلز أخت تُدعى غريتا تشامبرز. والتحق بمدرسة سيلوين هاوس من عام 1941 إلى عام 1946 وبدأ تعليمه الجامعي في جامعة مكغيل حيث حصل على درجة البكالوريوس في التاريخ عام 1952. واصل دراسته في جامعة أكسفورد،  عن طريق منحة رودس في كلية باليول، وحصل على درجة البكالوريوس مع مرتبة الشرف من الدرجة الأولى في الفلسفة والسياسة والاقتصاد في عام 1955، ثم حصل كطالب دراسات عليا، على درجة دكتوراه في الفلسفة في عام 1961 تحت إشراف السير أشعيا برلين. كطالب جامعي، بدأ إحدى أولى الحملات المنددة بنزع الأسلحة النووية الحرارية في المملكة المتحدة في عام 1956، وعمل كأول رئيس لحملة أكسفورد لنزع السلاح النووي.
نجح في خلافة جون بلاميناتز كأستاذ شيشيل للنظرية الاجتماعية والسياسية في جامعة أكسفورد وأصبح زميلًا في كلية آل سولز.
لسنوات عديدة، قبل وبعد تجربته في أكسفورد، كان تايلور أستاذًا للعلوم السياسية والفلسفة في جامعة مكغيل في مونتريال، حيث أصبح الآن أستاذًا فخريًا. كان تايلور أيضًا أستاذًا في مجلس الأمناء للقانون والفلسفة في جامعة نورث وسترن في إيفانستون، إلينوي، لعدة سنوات بعد تقاعده من جامعة مكغيل.
انتُخب تايلور ليكون عضوًا فخريًا أجنبيًا في الأكاديمية الأمريكية للفنون والعلوم في عام 1986. عُين تايلور في عام 1991، في مجلس اللغة الفرنسية (Conseil de la langue française) في مقاطعة كيبيك، وانتقد لاحقًا قوانين العلامات التجارية في كيبيك، بالإضافة إلى حصوله في عام 1995 على وسام كندا وحصل في عام 2000 على وسام كيبيك الوطني برتبة ضابط كبير. حصل في عام 2003 على الميدالية الذهبية لمجلس البحوث في العلوم الاجتماعية والإنسانية للإنجاز في البحث، والتي كانت أعلى تكريم يقدمه المجلس. حصل أيضًا على جائزة تمبلتون لعام 2007 لسعيه وتقدمه في البحث أو الاكتشاف في مجال الحقائق الروحية، وتضمنت هذه الجائزة مساهمة نقدية بقيمة 1.5 مليون دولار أمريكي.
عُين في عام 2007 رفقة جيرارد بوشار على رأس لجنة تحقيق مدتها عام واحد للنظر في تأمين مساكن مناسبة لثقافات الأقليات في مقاطعته كيبيك.

## فلسفته
يقع فكره الفلسفي بين ملتقى عدد من التوجهات والمجالات: فلسفة التحليل، الظاهريات، التأويليات، الفلسفة الأخلاقية، الإنسيات، الاجتماعيات، الفلسفة السياسية والتاريخ.
يُنظَر إلى تشارلز تيلور باعتباره أحد أبرز مُمثِّلي الجماعانية، على الرغم من أنه لم يَتبنّ قط مثل هذا الانتماء، بل إن فكره أشد تنوعا وغنى على نحو يُبعِده عن الانحصار في مدرسة بعينها.

## أعماله
- هيغل 1975 (Hegel).
- هيغل والمجتمع الحديث 1979 (Hegel and Modern Society).
- مصادر الأنا: تكون الهوية الحديثة 1989 (Sources of the Self: The Making of the Modern Identity).

## روابط خارجية
- تشارلز تيلور على موقع الموسوعة البريطانية (الإنجليزية)
- تشارلز تيلور على موقع مونزينجر (الألمانية)
- تشارلز تيلور على موقع ميوزك برينز (الإنجليزية)
- تشارلز تيلور على موقع إن إن دي بي (الإنجليزية)